# X Quadriennale nazionale d'arte di Roma
La X Quadriennale d'arte di Roma si tenne al Palazzo delle Esposizioni di Roma e fu divisa in 5 differenti esposizioni: Aspetti dell'arte figurativa contemporanea - Nuove ricerche d'immagine si tenne tra il novembre ed il dicembre 1972; Situazione dell'arte non figurativa che si tenne nei mesi di febbraio e marzo 1973; La ricerca estetica dal 1960 al 1970 che si tenne tra maggio - giugno 1973; La nuova generazione che si tenne tra marzo ed aprile 1975; Artisti stranieri operanti in Italia che si tenne tra giugno e luglio 1977.

## Elenco degli artisti

### Artisti stranieri operanti in Italia
- Dani Karavan